# فانجيليس مانتزاريس
فانجيليس مانتزاريس (باليونانية: Βαγγέλης Μάντζαρης)‏ مواليد 16 أبريل 1990، هو لاعب كرة سلة يوناني ويحمل الرقم 17. يبلغ طوله 6 قدم 5 بوصة (2.0 م).

## روابط خارجية
- فانجيليس مانتزاريس على موقع الاتحاد الدولي لكرة السلة (الإنجليزية)
- فانجيليس مانتزاريس على موقع الدوري الأوروبي لكرة السلة (الإنجليزية)
- فانجيليس مانتزاريس على موقع كرة السلة الأوروبية.كوم (الإنجليزية)
- فانجيليس مانتزاريس على موقع DraftExpress.com (الإنجليزية)
- فانجيليس مانتزاريس على موقع ريلجم (الإنجليزية)
- فانجيليس مانتزاريس على موقع بروبوليرز (الإنجليزية)
- فانجيليس مانتزاريس على موقع سبورتس رفرنس (الإنجليزية)